# Luc De Vos (professor)
Luc De Vos (Oostende, 1946) is een Vlaams hoogleraar. Van opleiding is hij licentiaat Geschiedenis en doctor in de Letteren en de Wijsbegeerte.
De Vos is buitengewoon hoogleraar Belgisch Buitenlands Beleid aan de Katholieke Universiteit Leuven en gewoon hoogleraar Krijgsgeschiedenis aan de Koninklijke Militaire School, waar hij ook departementshoofd van het departement "Conflictstudies" is. Daarnaast is hij voormalig Luitenant-kolonel van de Belgische krijgsmacht. Hij was destijds gestationeerd in West-Duitsland.
De Vos wordt door Vlaamse media dikwijls gevraagd commentaar te leveren bij militaire gebeurtenissen. Hij was van 2000 tot 2010 president van de International Commission of Military History (ICMH). Op 4 juli 2012 ging Luc De Vos met emeritaat.

## Publicaties (selectie)
- Het effectief van de Belgische Krijgsmacht en de militiewetgeving, 1830-1914, 1985
- De koude vrede. Koude oorlog en dekolonisatie, 1945-1963, 1988
- Mei 1940. Van Albertkanaal tot Leie, 1990 (met Frank Decat)
- De Derde Wereldoorlog? De Golf, 1990-1991, 1991
- De bevrijding. Van Normandië tot de Ardennen, 1994
- De Eerste Wereldoorlog, 1996 (vijfde herziene druk: 2003)
- Langs de velden van eer. Belangrijke plaatsen in de Eerste en de Tweede Wereldoorlog, 1998 (met Richard Holmes)
- Van het IJzeren Gordijn tot het fundamentalisme. Internationale tegenstellingen na 1945, 1998
- De Tweede Wereldoorlog, 2004
- De Grondwet en de inzet van strijdkrachten buiten de landsgrenzen, 2005 (met Jean-Michel Sterkendries en Ruben Verbist)
- Veldslagen in de Lage Landen, 2005
- Strategie en tactiek. Inleiding tot moderne krijgsgeschiedenis, 2006
- Het Belgisch buitenlands beleid. Geschiedenis en actoren, 2006 (met Etienne Rooms)
- De grote geopolitieke problemen na de Tweede Wereldoorlog, 2010 (met Jean-Michel Sterkendries)
- 14-18. Oorlog in België, 2014
- Waterloo. 1815 - De val van Napoleon (met Dave Warnier en Franky Bostyn)